# Aphrissa wallacei
Aphrissa wallacei is een vlindersoort uit de familie van de Pieridae (witjes), onderfamilie Coliadinae.
Aphrissa wallacei werd in 1862 beschreven door C. & R. Felder.